# 櫛鋸蓋魚
櫛鋸蓋魚為輻鰭魚綱鱸形目鱸亞目鋸蓋魚科的一種，分布於西大西洋佛羅里達南部、墨西哥、西印度群島至巴西淡水、半鹹水及海域，體長可達56公分，棲息在沿海潟湖及河口底中層水域，屬肉食性，以甲殼類及魚類為食，生活習性不明，可做為食用魚及遊釣魚。

## 擴展閱讀
維基物種上的相關：櫛鋸蓋魚